# Smithfield (Virgínia)
Smithfield é uma cidade  localizada no estado norte-americano de Virginia, no Condado de Isle of Wight.

## Demografia
Segundo o censo norte-americano de 2000, a sua população era de 6324 habitantes.
Em 2006, foi estimada uma população de 7000, um aumento de 676 (10.7%).

## Geografia
De acordo com o United States Census Bureau tem uma área de
27,1 km², dos quais 24,7 km² cobertos por terra e 2,4 km² cobertos por água. Smithfield localiza-se a aproximadamente 9 m acima do nível do mar.

## Localidades na vizinhança
O diagrama seguinte representa as localidades num raio de 28 km ao redor de Smithfield.